# Phyllobrotica humeralis
Phyllobrotica humeralis is een keversoort uit de familie bladkevers (Chrysomelidae). De wetenschappelijke naam van de soort werd in 1891 gepubliceerd door Ernst Gustav Kraatz.